# بات موران مكوي
بات موران مكوي (بالإنجليزية: Pat Moran)‏ هي عازفة جاز وعازفة بيانو أمريكية، ولدت في 1934 في إنيد في الولايات المتحدة.

## وصلات خارجية
- بات موران مكوي على موقع ميوزك برينز (الإنجليزية)
- بات موران مكوي على موقع أول ميوزيك (الإنجليزية)
- بات موران مكوي على موقع ديسكوغز (الإنجليزية)